# Књига другова
„Књига другова” је југословенски ТВ филм из 1979. године. Режирао га је Марио Фанели а сценарио је написао Милутин З. Павлов

## Улоге
| Глумац                   | Улога                   |
| ------------------------ | ----------------------- |
| Милан Богуновић          | Јован Поповић           |
| Стојан Столе Аранђеловић | (као Столе Аранђеловић) |
| Слободан Димитријевић    |                         |
| Стеван Гардиновачки      |                         |
| Иво Грегуревић           |                         |
| Михаило Миша Јанкетић    |                         |
| Ђорђе Јелисић            |                         |
| Звонко Лепетић           |                         |
| Розалија Левај           |                         |
| Миодраг Радовановић      |                         |